# Station Oplinter
Station Oplinter is een voormalig spoorwegstation langs spoorlijn 22 (Tienen-Diest) in Oplinter, een deelgemeente van de stad Tienen.
Het station werd in 1881 geopend als stopplaats, in 1889 opgewaardeerd tot halte, waarna er een stationsgebouw kwam.
De spoorlijn werd in 1970 opgebroken, maar het stationsgebouw is bewaard gebleven.
0,0: Tienen ·
3,3: Grimde ·
6,9: Oplinter ·
9,2: Neerlinter ·
11,4: Drieslinter ·
15,4: Budingen ·
18,9: Geetbets ·
25,0: Halen ·
27,2: Zelk ·
29,1: Webbekom ·
32,1: Diest